# Felix Sobolev
Pour les articles homonymes, voir Sobolev.
Felix Mikhailovich Sobolev (en ukrainien : Соболєв Фелікс Михайлович), né le 25 juillet 1931 à Kharkiv en Ukraine, mort le 20 avril 1984, est un réalisateur ukrainien de films documentaires. Il est aussi le  fondateur et le directeur de l'École de cinéma scientifique de Kiev. Il reçoit le titre d'artiste émérite de la RSS d'Ukraine, le prix MV Lomonosov de l'Académie des sciences de l'Union soviétique et le prix d'État de l'URSS.

## Biographie
Felix Sobolev naît le 25 juillet 1931 à Kharkiv, dans la RSS d'Ukraine ; il est le fils d'un ouvrier. Il s'inscrit à l'université nationale du théâtre, du cinéma et de la télévision I. K. Karpenko-Kary de Kiev ; il y obtient le diplôme d'acteur en 1953 et celui de metteur en scène en 1959. 
En 1959, Sobolev commence à travailler pour Kievnauchfilm (le Kyiv Film Studio of Popular Science Films), un studio de cinéma d'État à Kiev. Il devient en 1973 le directeur artistique du studio de cinéma scientifique de son université. 
Il est membre de l'Union des cinéastes de l'URSS depuis 1956. 
Felix Sobolev meurt le 20 avril 1984 à Kiev. Il est enterré au cimetière de la ville de Berkivtsi.

## Influence
Au milieu des années 1960, Felix Sobolev révolutionne le concept de cinématographie scientifique populaire. Ses films Le Langage des animaux en 1967, Sept Pas vers l'horizon en 1968 et Les animaux pensent-ils ? en 1969 obtiennent le succès populaire et remplissent les cinémas. Sa technique « d'expérimentation dans le cadre » fait du spectateur un témoin d'expériences proposées par des scientifiques,. Dans les années 1970 Sobolev est désillusionné par la physique, selon son étudiant Alexander Rodnyansky, et commence alors à concevoir des fims sur la psychologie. Assez radical pour l'époque, son film de 1971 Moi et les autres fait participer le public à une expérience sur le comportement conformiste et la pression du groupe.
L'orientation de ses œuvres change en 1974 avec le court métrage Biosphère ! Faut se réveiller, un essai cinématographique sur le monde et la place d'une personne dans cet environnement. Il est suivi par le film Feat de 10 minutes tourné en vas clos. Les deux films font un usage intensif du tournage multiple et a un net impact significatif sur le développement des films de non-fiction de l'époque.
Felix Sobolev influence également ses étudiants de l'Institut des arts du théâtre et de jeunes réalisateurs de Kievnauchfilm, dont Alexander Rodnyansky, Anatoly Borsyuk, Victor Olender, Yosif Pasternak et Andrei Zagdansky.
Dans la revue Cinema Art, Sergey Trimbach écrit que Sobolev était au centre d'un des deux grands mouvements cinématographiques à Kiev dans les années 1970. L'autre mouvement était dirigé par le réalisateur Sergei Parajanov, qui était censuré car son style cinématographique était opposé aux principes soviétiques. Au contraire, Sobolev continuait dans la tradition de l'intelligentsia russe, croyant au potentiel final des possibilités humaines, comme dans son film de 1978, Dare, you are talented. Pourtant, il n'était plus politiquement motivé, basant Exploded Dawn sur le travail d'un dissident et prenant des risques politiques en examinant la conformité et la libre pensée dans Me and Others. Sobolev entra en conflit avec le comité du parti à propos de Kyiv Symphony (1982), le dernier film qu'il a terminé, qu'il a dû reprendre sept fois pour répondre aux demandes politiques, ce qui l'a rendu furieux et a entaché sa réputation.

## Filmographie
- 1960 : En marge du plan septennal
- 1961 : Mon renoncement
- 1962 : À notre entraîneur
- 1962 : Chanteur du peuple
- 1963 : La cybernétique résoudra le problème, réalisateur-animateur - Ivan Barchuk)
- 1964 : À propos des orages, tante Marfa, de la protection contre la foudre et Dremailo (en russe : О грозе, тётке Марфе, грозозащите и Дремайло)
- 1964 : Mystérieux 102
- 1965 : La religion et le XXe siècle
- 1965 : Aube éclatée
- 1967 : Le Langage des animaux (1967, prix Lomonosov Ier degré,  1968 ; Prix du All-Union Film Festival "Golden Frame"; Prix du festival en Iran, "Golden Statuette" et "Golden Dolphin" ; Prix du Festival cambodgien, "Silver Cup" ; Prix du XIIe Festival international du film de Leipzig "Golden Dove" ; Médaille d'or du Festival de Budapest ; Diplômes honorifiques de l'IAC et du Festival de Belgrade)
- 1968 : Sept pas au-delà de l'horizon (uk)
- 1969 : Les animaux pensent-ils?, diplôme honorifique de MANK)
- 1970 : Étudiants assidus
- 1971 : Moi et les autres (film, 1971) (ru)
- 1972 : Le Bien et le Mal
- 1973 : Etudes sur la morale
- 1973 : Marcher dans la flamme
- 1974 : Institut de l'espoir
- 1974 : Biosphere! Il est temps de s'en préoccuper
- 1975 : L'Exploit
- 1976 : Aux origines de l'humanité, scénarisé par E. Doubrovsky)
- 1978 : Osez, vous avez du talent, écrit par E. Doubrovsky)
- 1980 : Quand les barrières disparaissent
- 1982 : Symphonie de Kiev
- 1982 : Voix of Kyiv (avec Joseph Pasternak)
- 1984 : Votre cerveau devient la cible, terminé par Victor Olender).

## Prix et distinctions

### Prix
| Liste des récompenses et prix pour le travail cinématographique | Liste des récompenses et prix pour le travail cinématographique                               | Liste des récompenses et prix pour le travail cinématographique | Liste des récompenses et prix pour le travail cinématographique    | Liste des récompenses et prix pour le travail cinématographique | Liste des récompenses et prix pour le travail cinématographique |
| An                                                              | Festival ou prix                                                                              | Lieu                                                            | Prix                                                               | Œuvre                                                           | Réf                                                             |
| --------------------------------------------------------------- | --------------------------------------------------------------------------------------------- | --------------------------------------------------------------- | ------------------------------------------------------------------ | --------------------------------------------------------------- | --------------------------------------------------------------- |
| 1966                                                            | Festival du film zonal à Leningrad                                                            | URSS                                                            | Prix et diplôme pour la première place                             | Aube éclatée                                                    |                                                                 |
| 1967                                                            | Festival zonal du film "Prometheus-67" à Tbilissi                                             | URSS                                                            | Diplôme de premier degré de l'Union des cinéastes de l'URSS        | Aube éclatée                                                    |                                                                 |
| 1967                                                            | Prix Lomonosov                                                                                | URSS                                                            | Diplôme honorifique de premier degré                               | Le Langage des animaux                                          |                                                                 |
| 1968                                                            | IIIe Festival du film de toute l'URSS à Leningrad                                             | URSS                                                            | 2e prix et diplôme                                                 | Le Langage des animaux                                          |                                                                 |
| 1968                                                            | XXIIe Congrès de l'Association internationale du film scientifique à Rome                     | Italie                                                          | Diplôme honorifique                                                | Le Langage des animaux                                          |                                                                 |
| 1969                                                            | XIIe Festival international du film de Leipzig                                                | Allemagne de l'Est                                              | Prix Golden Dove                                                   | Le Langage des animaux                                          |                                                                 |
| 1969                                                            | Festival international du film de Phnom Penh                                                  | Cambodge                                                        | Prix de la Coupe d'Argent                                          | Le Langage des animaux                                          |                                                                 |
| 1969                                                            | Festival international du film pour enfants et jeunes de Téhéran                              | Iran                                                            | Prix Or du Jury                                                    | Le Langage des animaux                                          |                                                                 |
| 1969                                                            | Festival international du film de conservation de Belgrade                                    | Yougoslavie                                                     | Diplôme honorifique                                                | Le Langage des animaux                                          |                                                                 |
| 1969                                                            | VIIe Festival international du film de science-fiction à Trieste                              | Italie                                                          | Grand Prix "Golden Asteroid"                                       | Sept pas au-delà de l'horizon                                   |                                                                 |
| 1969                                                            | Xe Revue de films documentaires et scientifiques populaires à Leningrad                       | URSS                                                            | Prix et diplôme du premier degré                                   | Sept pas au-delà de l'horizon                                   |                                                                 |
| 1969                                                            | II Festival républicain des films pour enfants et jeunes à Odessa                             | URSS                                                            | Diplôme                                                            | Sept pas au-delà de l'horizon                                   |                                                                 |
| 1971                                                            | Festival international du film d'Olomouc                                                      | Tchécoslovaquie                                                 | Prix et diplôme                                                    | Moi et les autres                                               |                                                                 |
| 1971                                                            | Festival international du film sur la nature de Budapest                                      | Hongrie                                                         | Médaille d'or et diplôme                                           | Le Langage des animaux                                          |                                                                 |
| 1971                                                            | XXV Congrès de l'Association internationale du film scientifique à Kiev                       | URSS                                                            | Diplôme honorifique                                                | Les animaux pensent-ils ?                                       |                                                                 |
| 1971                                                            | XIV Festival international du film de Leipzig                                                 | Allemagne de l'Est                                              | Prix Golden Dove                                                   | Les animaux pensent-ils ?                                       |                                                                 |
| 1972                                                            | Festival international du film éducatif de Téhéran                                            | Iran                                                            | Prix et diplôme Golden Dolphin                                     | Les animaux pensent-ils ?                                       |                                                                 |
| 1972                                                            | Prix d'État de l'URSS                                                                         | URSS                                                            |                                                                    | Le Langage des animaux et Les animaux pensent-ils ?             |                                                                 |
| 1973                                                            | VIIIe Festival du Film de Moscou à Moscou                                                     | URSS                                                            | Prix                                                               | S'enflammer                                                     |                                                                 |
| 1974                                                            | IXe Concours International de Films Techniques dans le cadre du XIe Congrès UNIATEC à Salerne | Italie                                                          | Grand Prix pour le développement de nouvelles méthodes de tournage | Biosphère! Il est temps de s'en préoccuper                      |                                                                 |
| 1974                                                            | Exposition universelle de Spokane                                                             | États-Unis                                                      | Diplôme et prix                                                    | Biosphère! Il est temps de s'en préoccuper                      |                                                                 |
| 1974                                                            | Association TV                                                                                | États-Unis                                                      | Diplôme et prix                                                    | Biosphère! Il est temps de s'en préoccuper                      |                                                                 |
| 1976                                                            | Festival international du film d'Olomouc                                                      | Tchécoslovaquie                                                 | Grand Prix                                                         | L'Exploit                                                       |                                                                 |
| 1977                                                            | X All-Union Film Festival à Riga                                                              | URSS                                                            | Grand Prix                                                         | Aux origines de l'humanité                                      |                                                                 |
| 1977                                                            | Festival international du film de Venise                                                      | Italie                                                          | Grand Prix                                                         | Aux origines de l'humanité                                      |                                                                 |
| 1986                                                            | XIXe Festival du film de toute l'URSS à Alma-Ata                                              | URSS                                                            | Grand prix dans la catégorie "Film scientifique populaire"         | Votre cerveau devient la cible                                  | [ 6 ]                                                           |

### Autres hommages
La rue F. Sobolev à Kiev est ainsi appelée en son honneur, avec une plaque commémorative au 17 rue Franka. Une autre plaque commémorative au 19, rue Chervonotkatska à Kiev déclare: « Ici, pendant les années 1964–1981, a vécu et travaillé comme l'un des génies du cinéma ukrainien et mondial, Felix Sobolev (1931–1984) ».
La fondation caritative Kievnauchfilm porte le nom de Sobolev. L'astéroïde (5940) Feliksobolev, découvert en 1981, porte son nom,.
Sobolev est le sujet de la série documentaire de 1998 Felix Sobolev, Mission Interrupted (ukrainien «Фелікс Соболев. Увірвана місія») de son élève et collègue Olender,,, ainsi que le sujet d'un film de la série "Native People" (2012) de Yulia Rudenko.